# Segmento (mecánica)

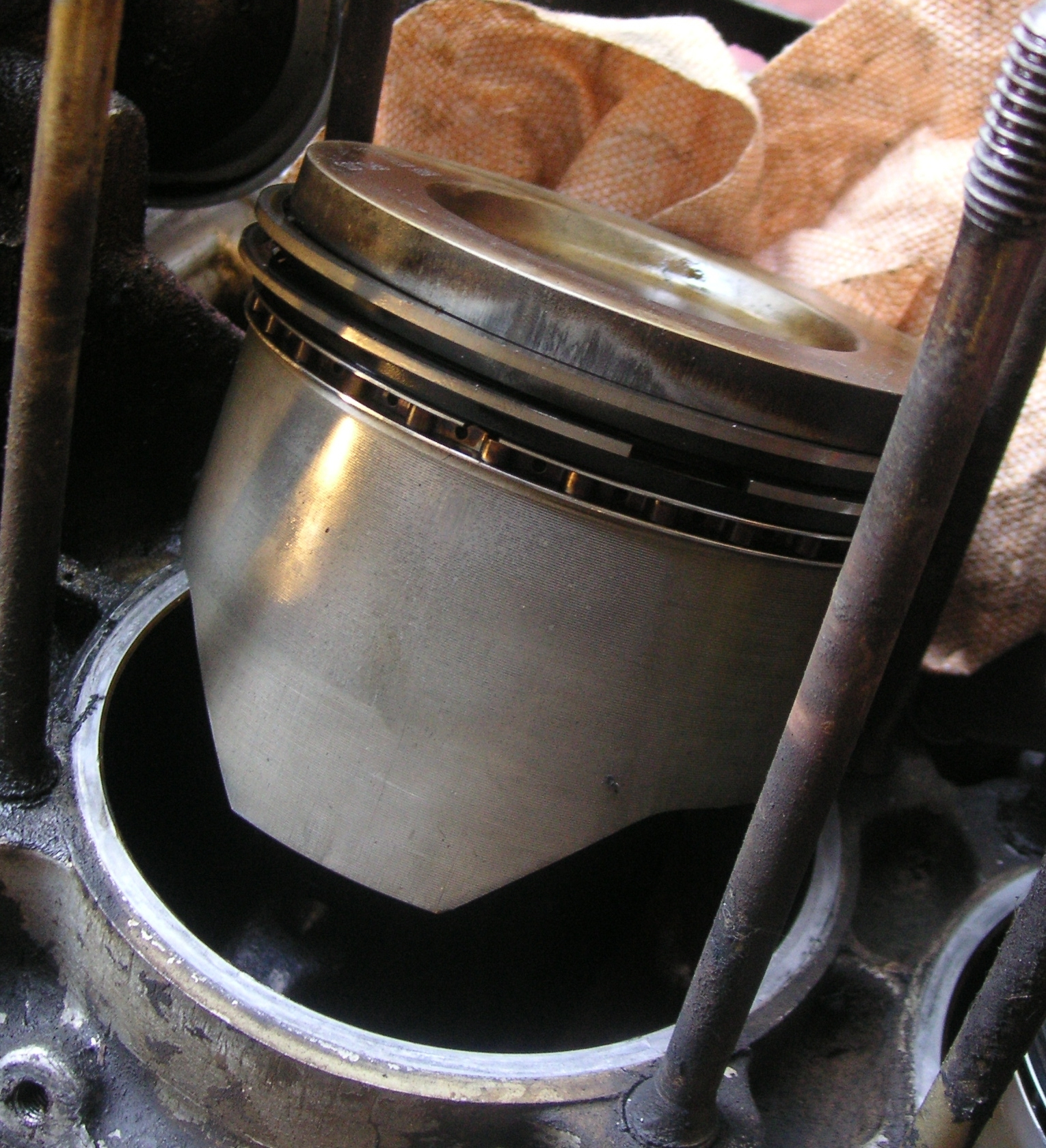
Segmentos con resorte de compresión.

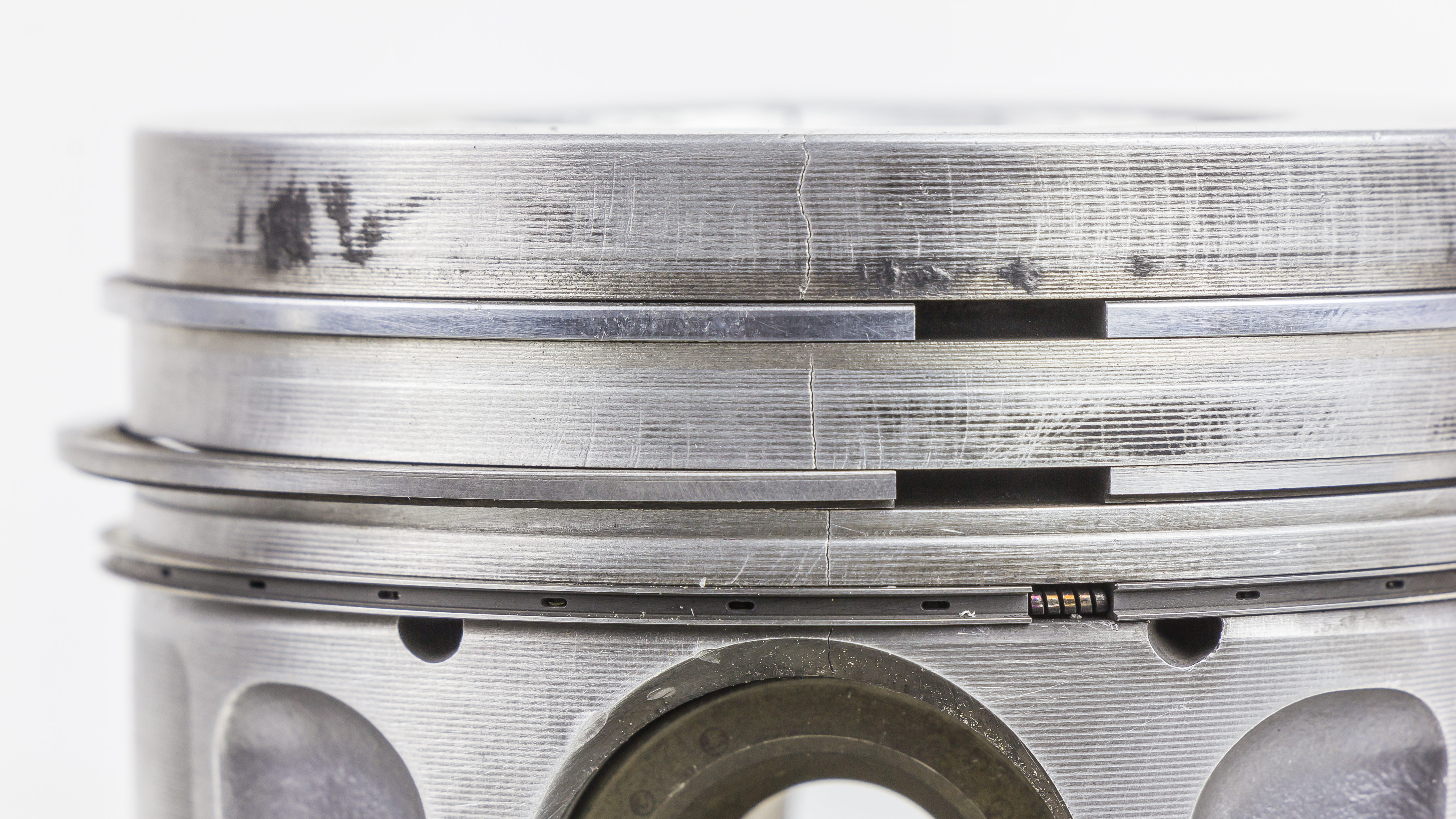
Par de segmentos montados en un pistón de 47 mm de diámetro perteneciente a un motor de ciclo de dos tiempos de una motoneta.

Un segmento, aro de pistón o anillo de pistón es un aro de metal con una abertura que calza en una ranura que recorre la superficie exterior de un pistón en un motor alternativo tal como un motor de combustión interna o una máquina de vapor.
Las tres funciones principales de los segmentos en motores con movimiento recíproco son:
1. Sellar la cámara de combustión/expansión.
2. Colaborar en la transferencia de calor desde el pistón a la pared del cilindro.
3. Regular el consumo de aceite del motor.[1][2]

La holgura entre el aro del pistón y el agujero del cilindro es de unas pocas milésimas de milímetro.

## Historia

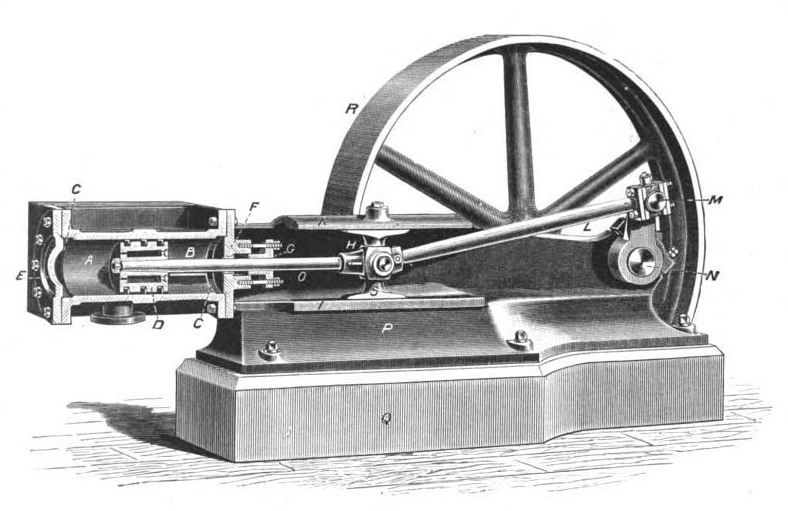
Máquina de vapor con 3 anillos de pistón en la posición D

Las primeras máquinas de vapor usaban una junta de cáñamo para sellar la cámara de expansión, lo que causaba una alta resistencia a la fricción y no proporcionaba un sello muy eficaz.
El primer uso de anillos de pistón en los cilindros de una máquina de vapor aparece en 1825 gracias a Neil Snodgrass, un ingeniero y propietario de un molino de Glasgow que los utilizó en sus propias máquinas, y se valió de resortes para mantener un sellado hermético al vapor. Después de su uso en la fábrica, se experimentó su aplicación en el barco de vapor "Caledonia", que navegaba en el estuario de Gare Loch.
El diseño moderno de un segmento dividido metálico fue inventado por John Ramsbottom en la década de 1850. Su diseño inicial de 1852 era de forma circular, pero se desgastaban de manera desigual y no tuvieron éxito. En 1854 se afirmó que un diseño revisado tenía una vida útil de hasta 4000 mi (6400 km). Este diseño se basó en el descubrimiento de que un anillo perfectamente redondo (antes de la instalación) con una hendidura no ejerce una presión uniforme sobre las paredes del cilindro una vez instalado. El anillo del pistón revisado se fabricó con una forma ovalada, de modo que ejerciese una presión uniforme una vez instalado. Una patente de 1855 documentó este cambio. El cambio a anillos de pistón metálicos redujo drásticamente la resistencia a la fricción, la fuga de vapor y la masa del pistón, lo que generó aumentos significativos en la potencia y la eficiencia, así como mayores intervalos de mantenimiento.